# UH-60黑鹰直升机
UH-60“黑鹰”直升机（UH-60 "Black Hawk"）是美国西科斯基飞机公司生产的雙渦輪軸發動機、單旋翼直升機，是从西科斯基S-70直升機发展而来的一种中型通用及攻击直升机。

## 综述
黑鹰系列直升机可以完成多种不同任务，包括：战术人员运输、电子战和空中救援，几架VH-60N黑鹰甚至作為美国总统座机海军陆战队一号（也称做VH-60白鹰）使用。在执行空中突袭任务时，黑鹰可以装载11名軍人和相应装备，或者一次同时装载一具105毫米M102榴弹炮、30发105毫米弹药和4名炮手。在运送物资时，黑鹰可以装载1170公斤（2600磅）货物，或吊起4050公斤（9000磅）货物。黑鹰上装备有先进的航空电子系统（如全球定位系统）以增强它的战地生存能力和性能。

## 历史

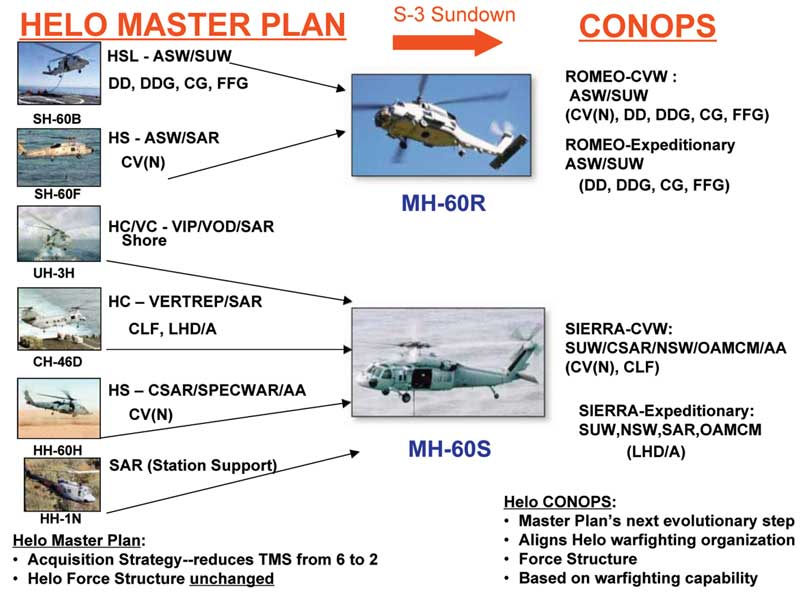
美軍UH-60應用圖

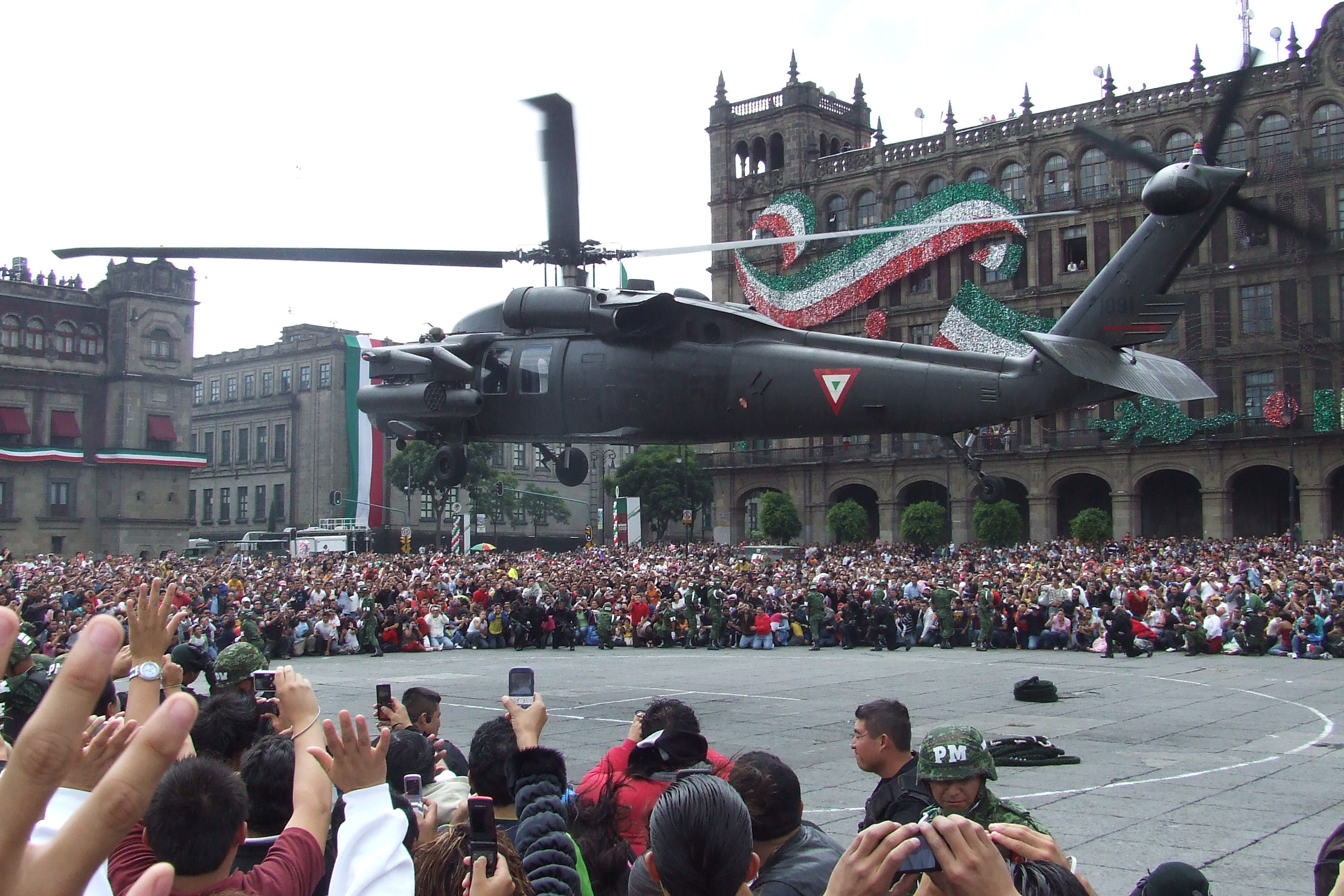
墨西哥的黑鷹於人群中進行表演

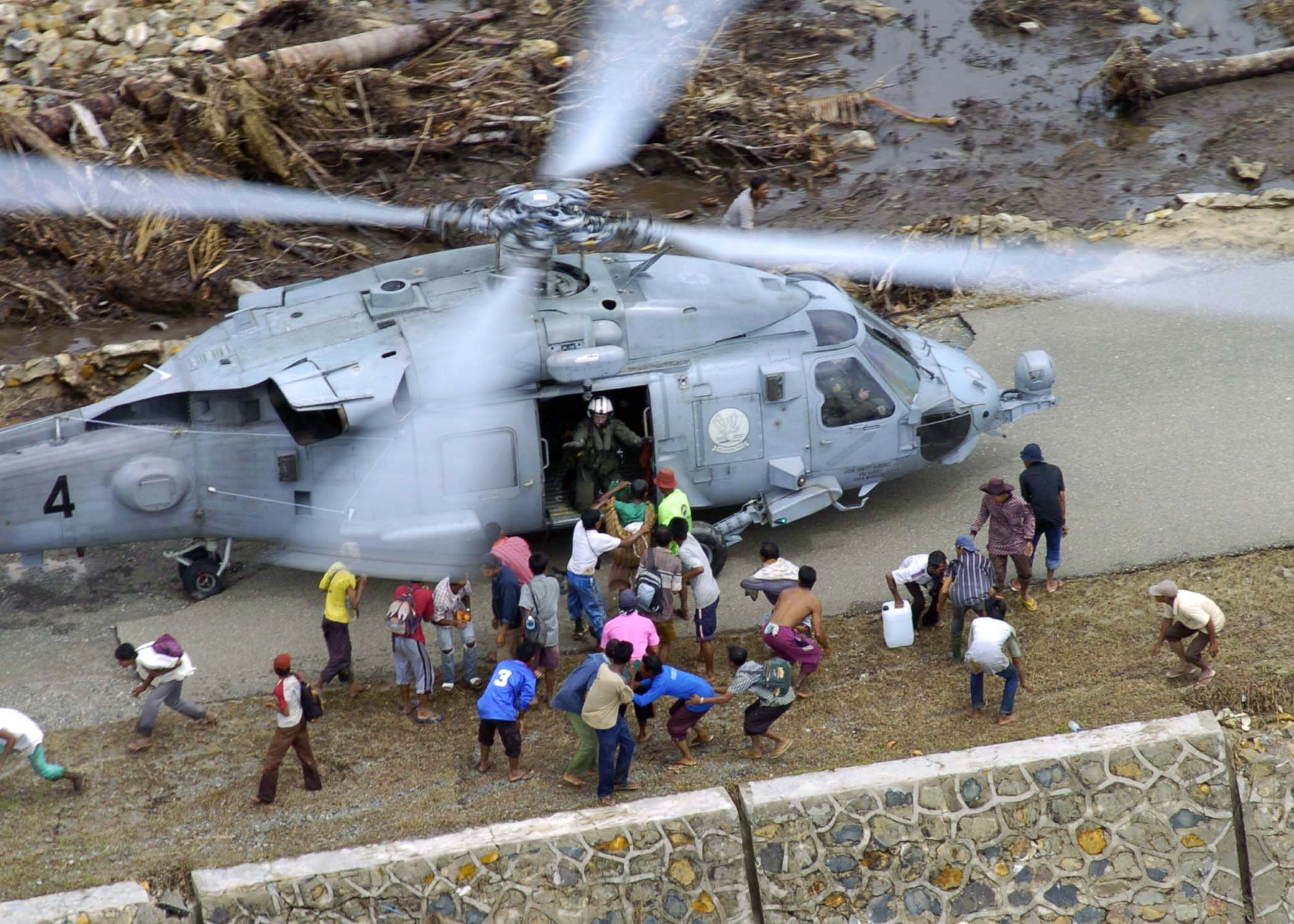
2005年美軍於印尼救災的UH-60

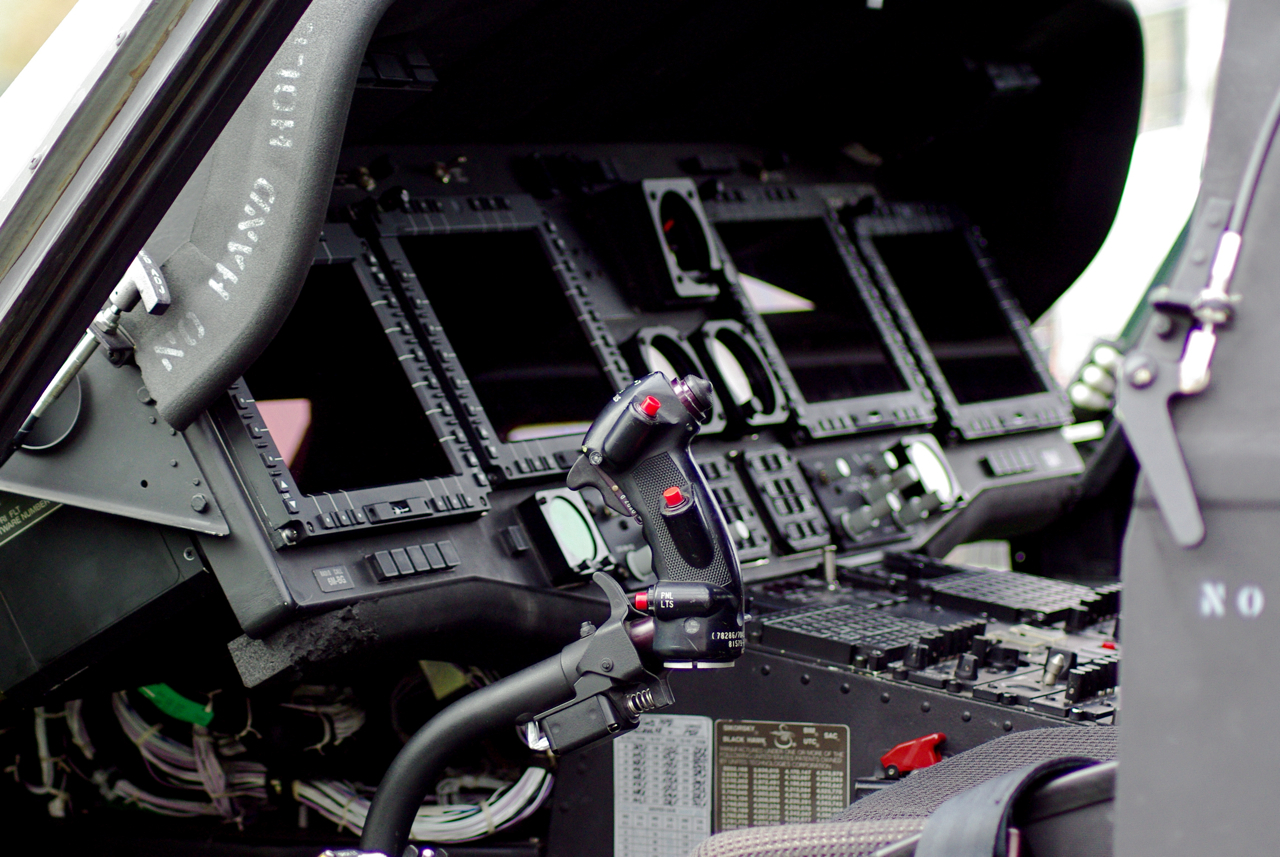
S-70/UH-60黑鹰直升机的儀表板

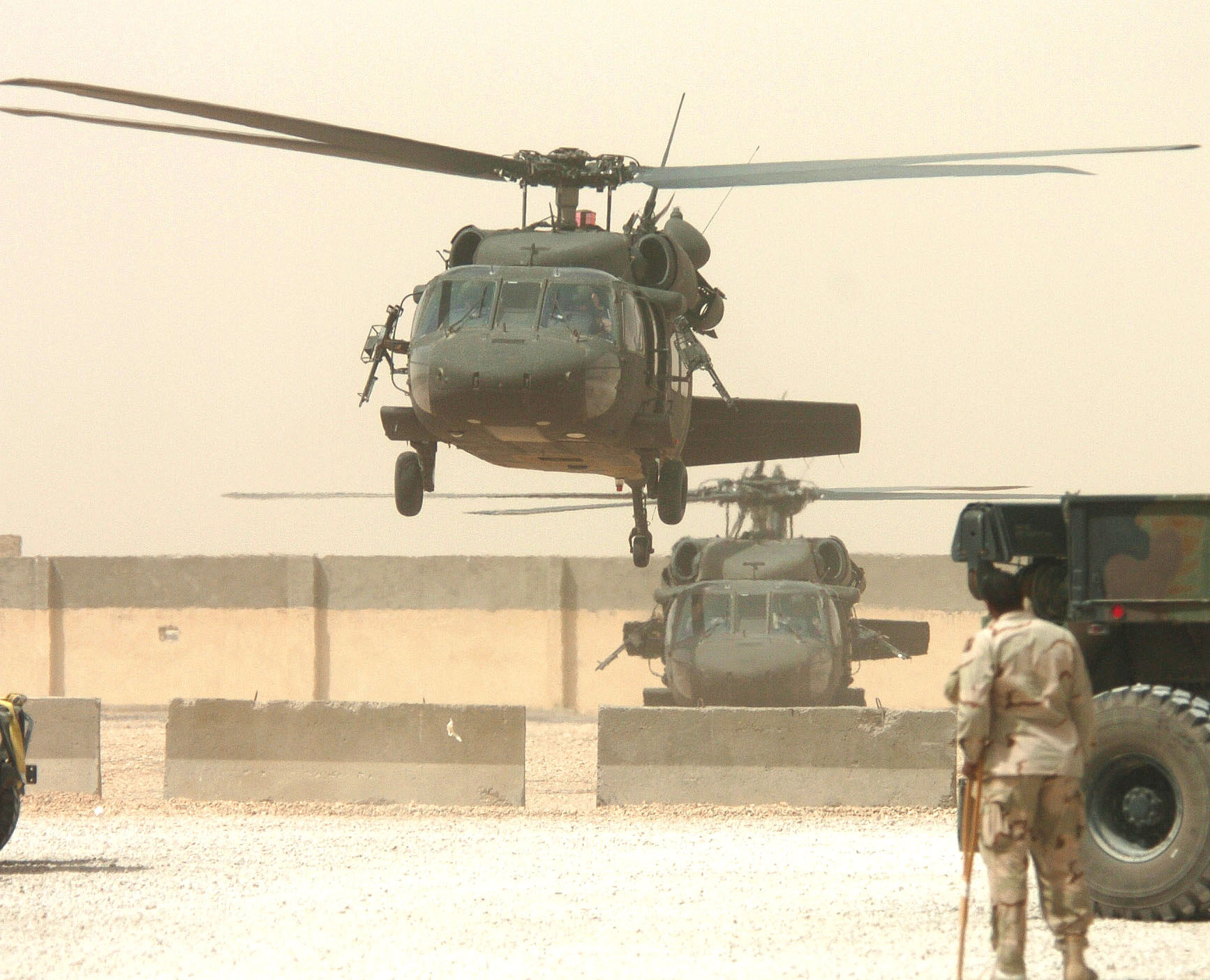
2005年5月，伊拉克纳杰夫附近，一架装备有M60机枪的UH-60黑鹰直升机

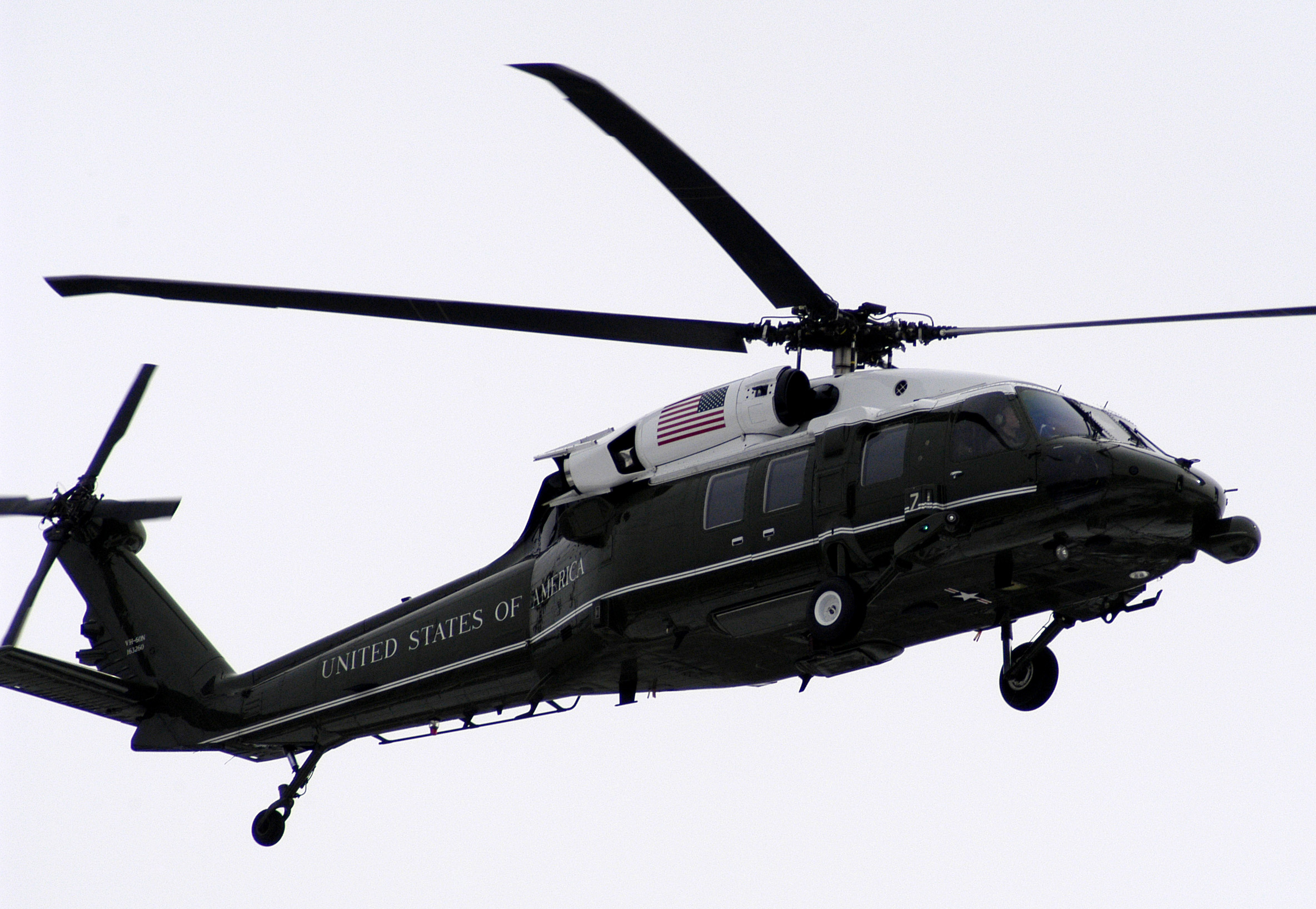
美國行政專機型

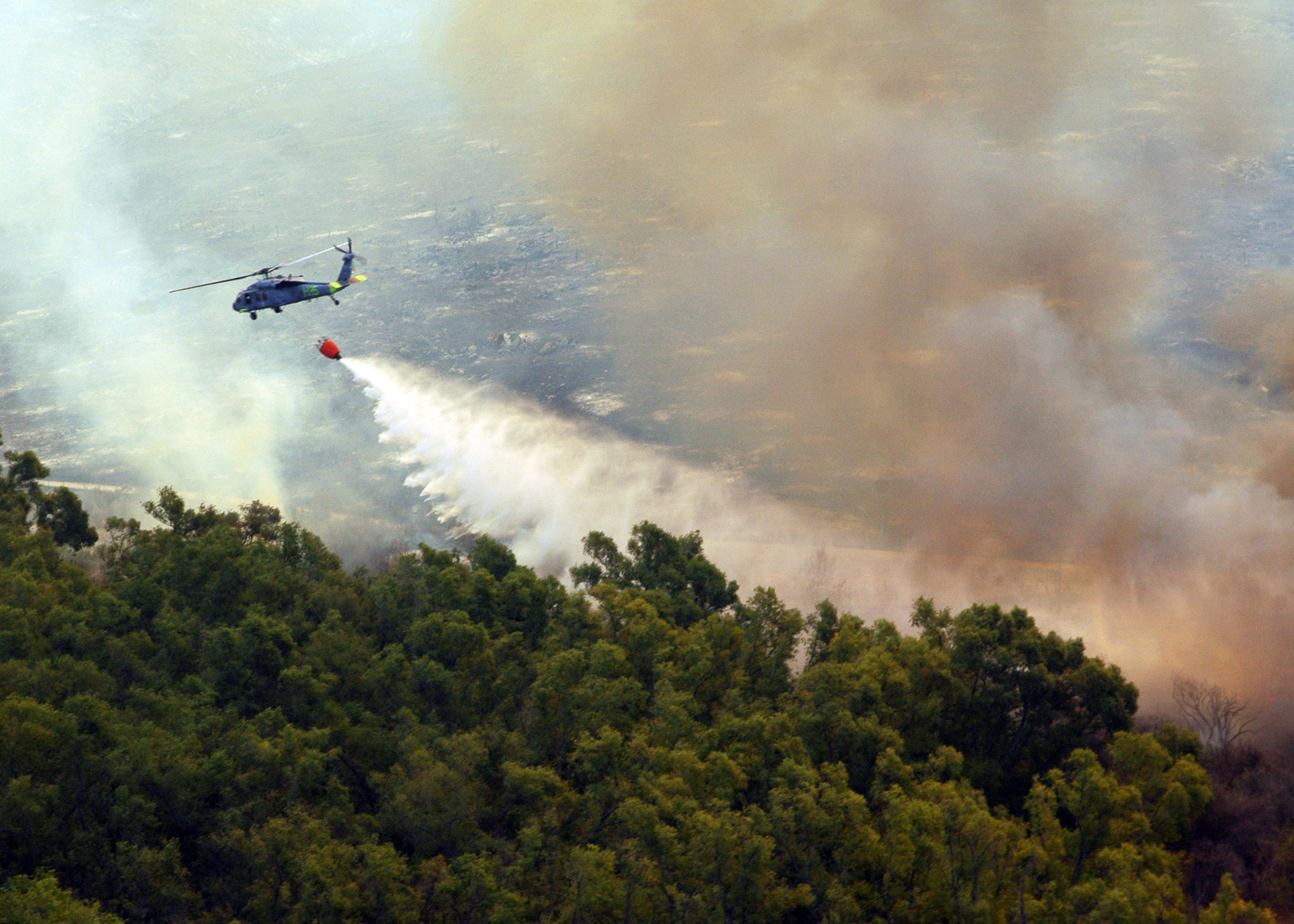
MH-60S用於滅火

黑鹰是於1972年按照美国陆军的要求进行设计，目的是替代UH-1伊洛魁直升机。西科斯基公司共制造了4架原型机，第一架原型机（YUH-60）於1974年10月首飞，与其竞争的是波音-Vertol公司的Boeing-Vertol YUH-61。最终黑鹰中標量产，UH-60A於1979年进入美国陆军服役。在1980年代末，该型号升级为UH-60L（首架为89-26179），主要升级了功率和升力更大的通用电气T700-GE-701C型引擎。至於研发中的UH-60M将會延长UH-60A和UH-60L的服役期至2020年代，这种新型号将會配备更强大的T700-GE-701D型引擎和最先进的电子设备、飞控系统和导航系统。

## 衍生型號
UH-60衍生出了许多型号和版本，美军标准版可装备“外部存储支援系统”（ESSS），这个系统增加了可安装最多4格副油箱以及多种武器的机翼，进而增加航程和性能。其他衍生型号也装备不同的设备并具备不同的能力以满足不同需要。

### 基本運兵型
- UH-60A黑鹰 - 最早的美国陆军版，机组4人[4]、最多可装载11名乘员，配备T-700-GE-700引擎[5]
- CH-60E - 美國海軍陸戰隊所使用的運兵型黑鷹[6]。
- UH-60L黑鷹 - 由UH-60A升級T-700-GE-701C引擎，[5]改良的變速箱和吸震器而成。
- UH-60M黑鷹 - UH-60L升級版[5]設計為寬旋翼系統、T-700-GE-701D引擎、改良的變速箱、整體載具管理系統電腦（IVHMS）、現代化玻璃駕駛艙和輕裝備箱，計畫要替換陸軍的所有UH-60A和UH-60L。
- UH-60V黑鷹 - UH-60L升級版，美國陸軍2021年10月7日在賓州的東部國民兵航空訓練基地（EAATS）舉行剪綵儀式，正式公布最新改良的UH-60V「勝利者式」（Victor）直升機，未來舊有UH-60L將逐步升級至UH-60V標準，美國陸軍計畫改良多達760架UH-60L至V型標準。UH-60V採用諾格集團的升級改良方案，以包含整合式電腦系統、視覺顯示系統，以及新型控制顯示單元的新型數位模組化「玻璃駕駛艙」，替換UH-60L原有的類比式儀表。UH-60V也是美陸軍首款採用模組化、開放式架構設計的直升機，不但讓現有機隊延壽，改良後的性能更趨近於全新製造的UH-60M[7]。

### 特殊用途型
- UH-60A RASCAL - 国家航空航天局为“旋翼机-机组人员系统概念空运实验室”计划进行修改后版本，该计划耗资2500万美元，分三个分计划研究直升机的操控性，三个计划分别为：
  - Superaugmented Controls for Agile Maneuvering Performance (SCAMP)超強機動戰效能控制專案
  - Automated Nap-of-the-Earth (ANOE) 自動貼地飛行專案
  - Rotorcraft Agility and Pilotage Improvement Demonstration直昇機機動與導航改良專案（RAPID）[8][9]

- EH-60A黑鷹 - 增加特殊電子儀器與操作檯，機組編制增加2位電子系統任務操作員[5]，該型機目前均恢復至UH-60A標準。
- MH-60A黑鷹 - 修改了附加的航空電子設備，精確導航系統FLIR和空中加油能力且裝備了T-700-GE-701引擎。[5]
- YEH-60B黑鷹 - 修改了UH-60A的雷達及航空電子設備，作為遠距離目標搜索系統的原型機。[5]
- UH-60C黑鷹 - 空中指揮機，作為指揮及管制（英语：Command and control）任務改裝版本。
- EH-60C黑鷹 - 在UH-60A上改裝特殊電子裝備和機外天線[5]，後來所有機型接修改回UH-60A標準。
- EH-60L黑鷹 - 類似EH-60A，升級了任務系統。[5]
- MH-60K黑鷹 - 特種行動專用版，第160特種作戰航空團使用，駐紮肯塔基州坎貝爾堡。
- UH-60Q黑鷹 - UH-60A醫療後送版。[5]
- VH-60D夜鷹 - 總統與VIP專用機，也是用T-700-GE-401引擎。[5]
- VH-60N夜鷹 - 改裝的HH-60D用於總統專機。[5]
- HH-60G鋪路鷹 - UH-60A修改版用於戰場搜索和救援，有一個可以吊起200ft重量的吊艙，纜繩可以承受270公斤拉力。[5]
- MH-60G鋪路鷹 - 特種行動專用版，裝有長程油箱和空中加油管，改良的雷達，用T-700-GE-700/701引擎。[5]
- HH-60W - 由UH-60M改良達成符合戰鬥救援直升機效能標準，美國空軍計畫購買113架新造HH-60W直升機，取代現有的HH-60G「鋪路鷹」；它將比之前的HH-60G有更大容量的油箱與貨艙，目前代號稱 "60-Whiskey"，部過2020年3月美國空軍部長巴瑞特（Barbara Barrett）將HH-60W搜尋救援直升機命名為「快樂綠巨人2式」（Jolly Green II）[10]，2019年始服役。預計在2019財年訂購10架、2020財年訂購12架、2021財年訂購16架、2023與2024財年則減少至12架[11][12]。
- MH-60T/HH-60J 松鴉鷹直升機 - 美國海岸巡防隊專用版，有一個可以吊起200ft重量的吊艙，纜繩可以承受270公斤拉力。（页面存档备份，存于）
- EUH-60L（無正式名稱） - 由UH-60L改良，增加指揮用相關設備，可作為空降作戰任務指揮機[5]
- HH-60L（無正式名稱） - UH-60L改良的醫療救援機[5]。備有適合吊掛傷患的救援吊艙、機載製氧系統（OBOGS）、可防撞之移動座位、完整的傷患監護系統（页面存档备份，存于）
- MH-60L滲透者（DAP） - 特種行動專用版，由第160特種作戰航空團（夜行者）操作[13]，該機型將黑鷹朝武裝直升機屬性修改，裝有ESSS或ETS短翼，沒有人員承載功能，取而代之的是該機有強勁火力，裝備了M230鏈炮，於側門或前端配備M134迷你砲機槍，短翼可使用美規武裝直升機各型武器，從九頭蛇70航空火箭彈、AIM-92刺針防空飛彈、AGM-114地獄火飛彈、GAU-19加特林重機槍等。
- HH-60M {無正式名稱} - UH-60M醫療任務版。[5]
- MH-60S騎士鷹 - 海軍傷患後送或艦隊補給用，用T-700-GE-401引擎。[5]
- MH-60M - 特種作戰型 僅由 第160特種作戰航空團  (160th SOAR) 操作。
- UH-60P黑鷹 - 授權由大韓航空生產的韓國版本，機體規格為UH-60L[6]，但有因客戶要求實施某些細節變更；共授權生產了150架[5][14][15]。
- AH-60L Arpía III - 售予哥倫比亞的外銷版，因應反叛亂作戰（英语：GAU-19加特林重機槍）改良，增設雷達、前視紅外線偵蒐設備，同樣有配備機槍與空射火箭等。
- AH-60L Battle Hawk - 售予澳洲的外銷版[16]。
- UH-60J - 授權給三菱重工製造的日本版，共生產78架。
- UH-60JA - 根據UH-60J改進而來，授權給三菱重工製造，共生產40架。

### 無人機型
- 駕駛艙機組人員工作自動化系統（Aircrew Labor In-Cockpit Automation System，ALIAS） - 由洛克希德馬丁公司（Lockheed Martin）的子公司、軍用直升機製造商西科斯基公司（Sikorsky Aircraft Corporation）負責開發。2022年2月9日，一架搭載了ALIAS的UH-60A型黑鷹直升機，2月5日在肯塔基州的實驗基地，依靠ALIAS系統完成了長達30分鐘的完全無人干預全自動飛行[17]。

### 海鷹
- YSH-60B海鷹 - 原型機，最後發展成SH-60B。[5]
- SH-60B海鷹 - 美國海軍海用版，基於UH-60A再加裝mark III航電系統。使用T-700-GE-401引擎。[5]
- NSH-60B海鷹 - 永久用於飛行測試。[5]
- SH-60F大洋鷹 - 海軍升級版，1988發表，有空投式聲納。[5]
- SH-60J  -日本海上自衛隊根據SH-60B基礎上改進而來，由塞考斯基飛機公司授權三菱重工生產，共生產103架。
- SH-60K  -日本海上自衛隊根據SH-60J改進而來，由三菱重工生產，共生產74架。
- SH-60R海鷹 - 結合SH-60B與SH-60F的功能，並有有更好的雷達和聲納。[5]
- YMH-60R海鷹 - MH-60R的原型機，用T-700-GE-701C引擎。[5]
- MH-60R海鷹 - SH-60R升級版用於反潛、反艦等多重任務，用T-700-GE-401引擎。[5]
  - 中華民國版本：S-70C(M)-1/2 反潛直升機。
  - 希臘海軍版本：S-70B-6 反潛直升機，基於S-70C（M）1/2生產版。
- NSH-60R海鷹 - 美國海軍測試版，用T-700-GE-701C引擎。[5]
- CH-60S海鷹 - UH-60L或SH-60R升級而成用於運貨。[5]
- NSH-60F海鷹 - SH-60F修改版使用了VH-60N駕駛艙升級計畫。[5]
- HH-60H海鷹 - 改裝的SH-60F有攻擊武器和防禦反制系統，T-700-GE-401引擎。[5]

## 使用國

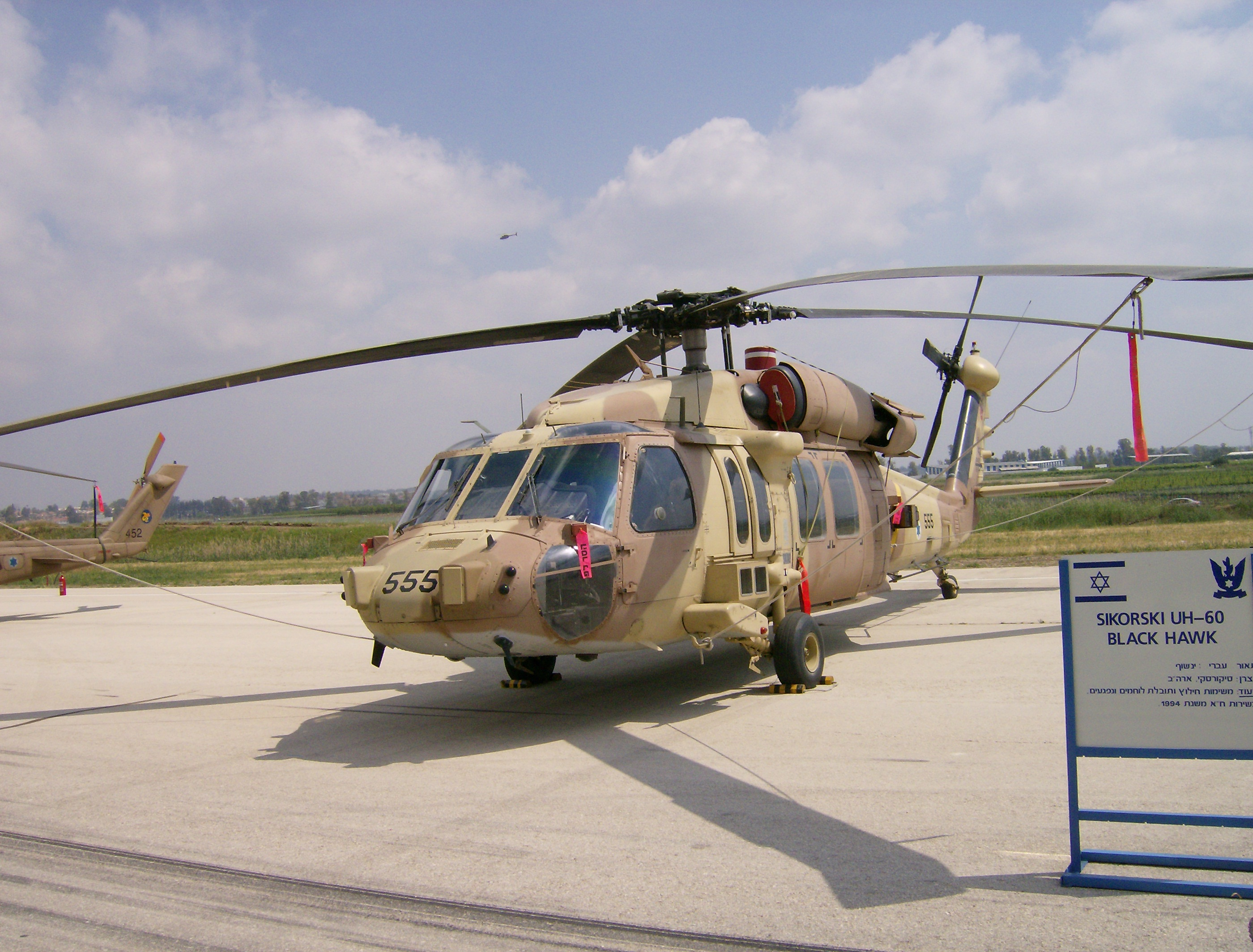
以色列空軍用黑鷹

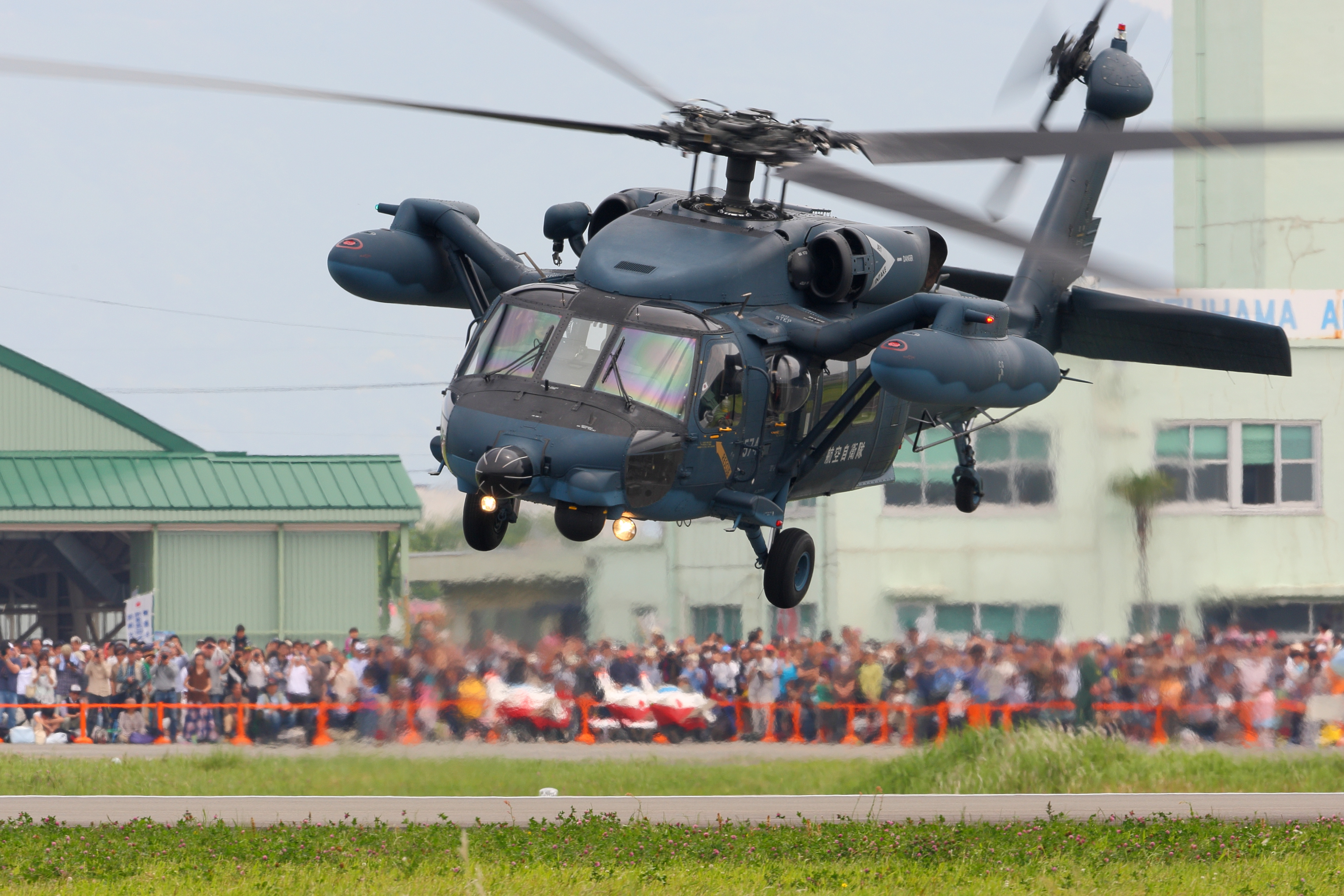
日本航空自衛隊用國產型UH-60J黑鷹

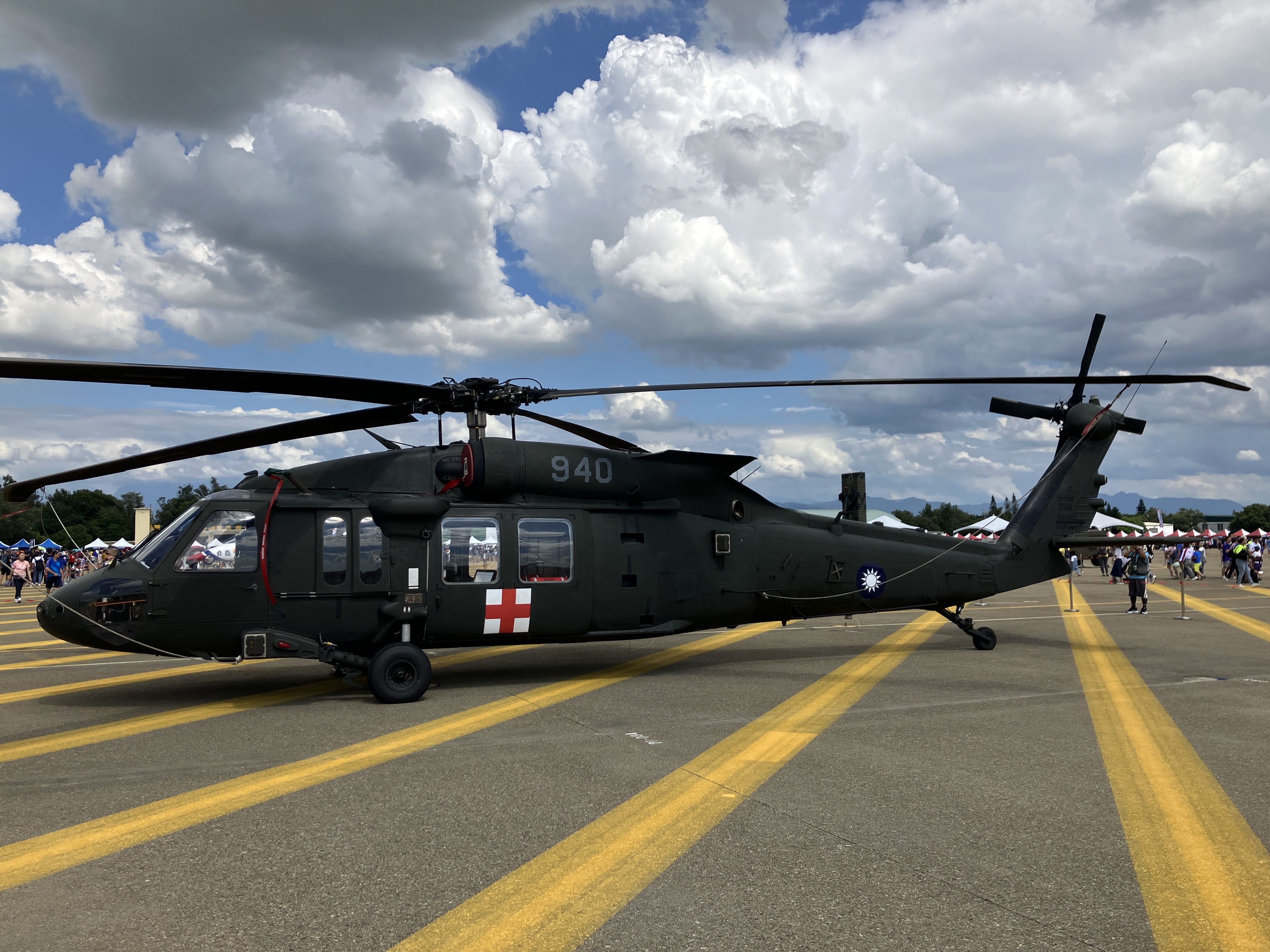
中華民國空軍UH-60M(編號940)空軍救護隊的黑鷹直升機

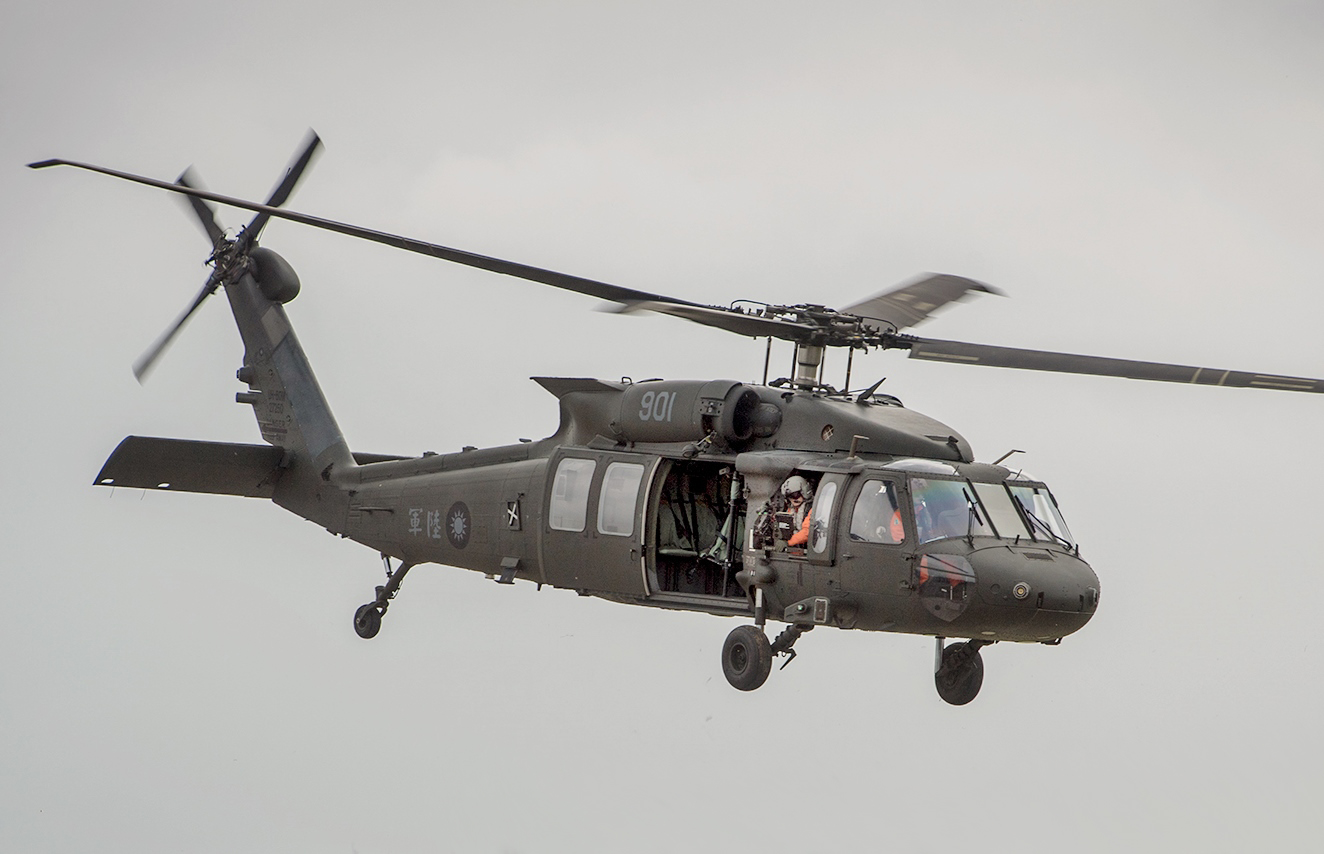
中華民國陸軍的UH-60M(編號901)黑鷹直升機

西科斯基公司在防务市场上出售了UH-60黑鷹直升機的设计，因此除美国外还有20多个国家购买了UH-60黑鷹直升機，现在在以下国家的各政府部門中服役：
- 美国：約1,500架，包含美國白宮除了空軍一號外的副機「海军陸戰隊一號」。
  -  美國陸軍
  -  美国空军
  -  美国海军
  -  美国海军陆战队
  -  美国海岸警卫队
  -  美国国土安全部
  -  美國聯邦調查局
  - 美国国务院
- 土耳其：約230架
- 日本：約200架（含自製）
  -  陸上自衛隊
  -  海上自衛隊
  -  航空自衛隊
- ：150架
- 中華民國：60架（現存58架[18]）
  -  中華民國空軍：14架UH-60M
由陸軍撥交15架提供空軍使用，做為2020年S-70C除役後的後繼服役機種。目前已有一架失事墜毀，現存14架。部署於嘉義空軍救護隊。

- -  中華民國陸軍：30架UH-60M
陸軍於2010年採購60架UH-60M黑鷹直升機，2015年交機。撥交其中的15架交給空軍使用(現存14架)、撥交15架給空勤總隊使用(現存14架)，陸軍自用30架。部署於桃園龍潭陸航六〇一旅與台中新社陸航六〇二旅。

- -  內政部空中勤務總隊：14架UH-60M
由陸軍撥交15架提供空勤總隊使用，目前已有一架失事墜毀，現存14架。

- 哥伦比亚：77架
- 埃及：8架（訂購62架）
- 以色列：49架
- 希腊：35架[19]
- ：35架
- 巴西：26架
- 中华人民共和国：
  -  中国人民解放军陸軍航空兵：24架民用型S-70C，但根據多方猜測此批次直升機實際是軍規型號，購於1980年代中美蜜月期，被用於西部高海拔地區 （页面存档备份，存于），2架因天氣原因墜毀，現役數量不明。
- 墨西哥：20架
- 菲律賓：18架
- 沙烏地阿拉伯：15架
- 捷克：訂購12架UH-60M黑鷹直升機[20]

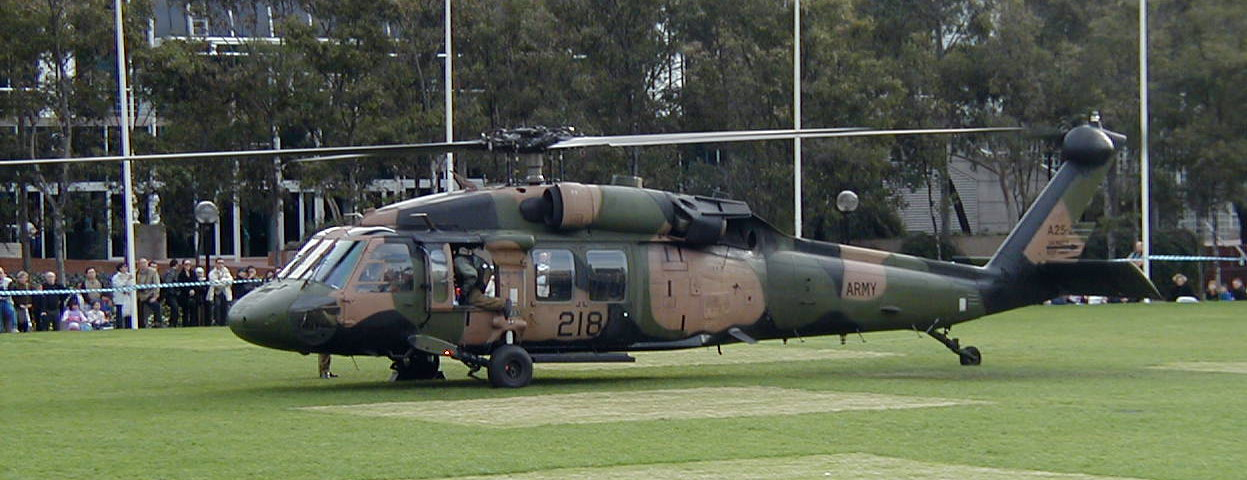
澳大利亞陸軍用黑鷹

- 瑞典：12架[18]
- 约旦：11架
- 巴林：10架
- 阿根廷：10架
- 奥地利：9架

- 泰國：9架
- 马来西亚：3架
- 阿富汗：3架
- 乌克兰：由美国援助 （至少2架UH-60A）
  - 烏克蘭國防部情報總局[21]
- 摩洛哥：2架
- ：2架
- 智利：1架

## 規格諸元
基本信息
- 机组：至少兩名飛行員
- 容量：貨艙載重2,645磅，包括14名士兵或6具擔架，外部可最大吊載8,000磅（UH-60A）或9,000磅（UH-60L）貨物

性能
武器

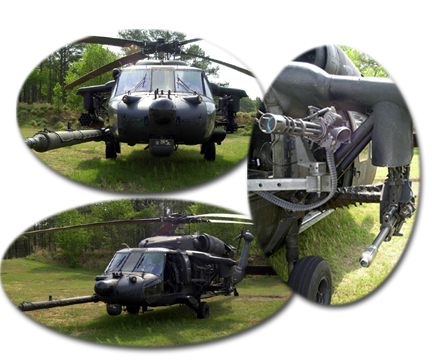
多機槍掛載模式

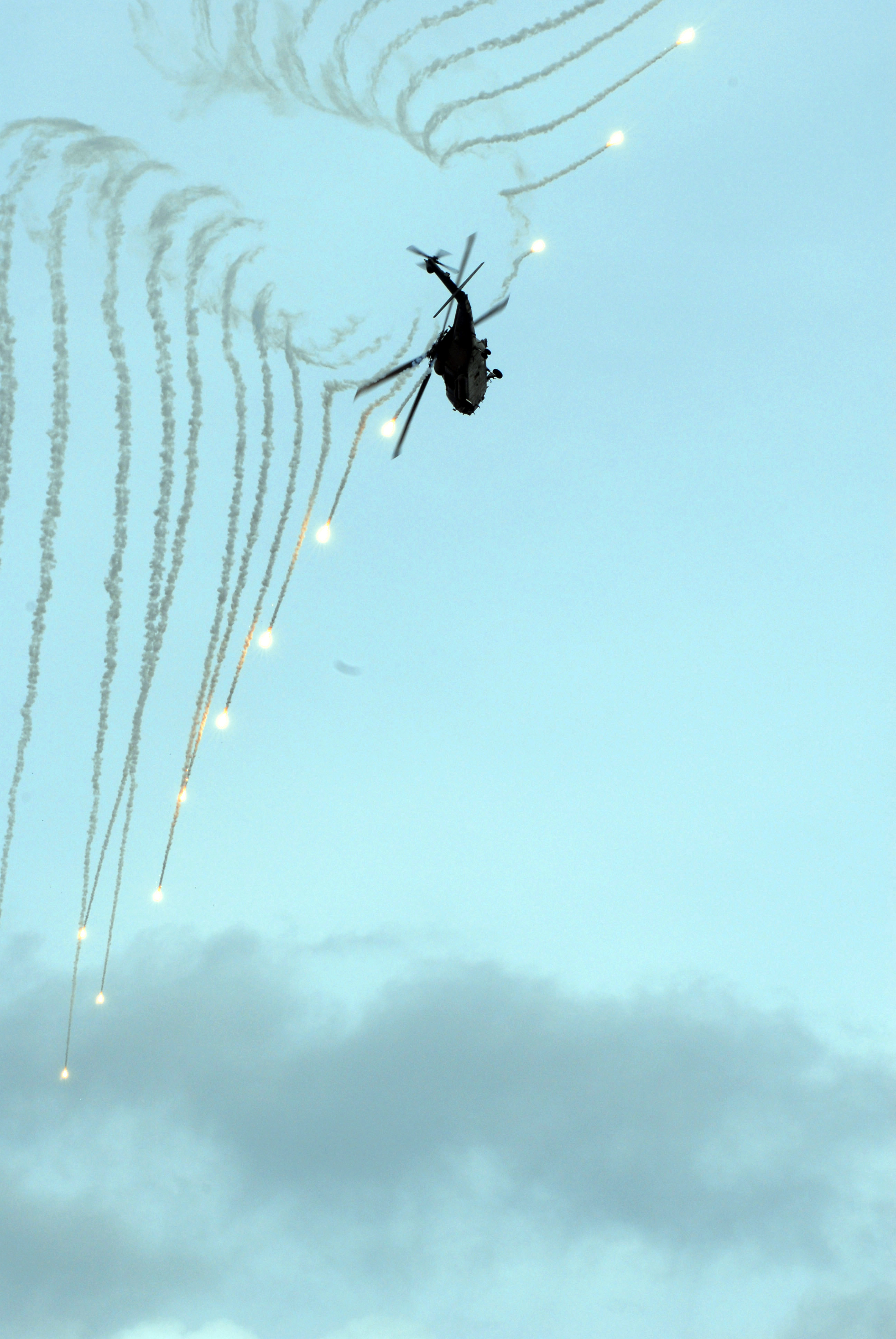
可發射反飛彈誘餌

- 2挺7.62毫米M60通用機槍、M240通用機槍或M134迷你砲機槍
- 2挺12.7毫米GAU-19加特林重機槍
- 可裝備火山佈雷系統
- 19聯裝70公厘火箭發射巢
- AGM-119企鵝反艦飛彈
- AGM-114地獄火飛彈
- AIM-92刺針空对空导弹

## 流行文化
- 《黑鷹計劃》，2001年上映的戰爭電影，講述美軍黑鷹直升機遭到索馬利亞民兵RPG-7火箭擊落及後15小時的持久戰鬥。
- 在《全面攻佔：倒數救援》中，朝鮮恐怖分子姜延朔佔領白宮後，海豹部隊曾嘗試以UH-60黑鷹直升機對白宮發動軍事救援，卻未知被姜延朔的一架無人航空載具偵測到。姜延朔便在樓頂安置好一架次世代防空武器「九頭蛇六號」（Hydra 6），使得六架直升機受到毀滅性打擊，六架直升機中墜毀五架，結果行動失敗。
- 在《超人：鋼鐵英雄》與閃電俠 (電影)中隨着氪星毀滅而與忠誠者一同脫離幻影區的薩德將軍，靠追蹤北極偵察船的信號抵達地球外圍，入侵全球網絡威脅身在地球的氪星人投降後，美軍卡爾文·史旺維克中將曾率領由UH-60黑鷹直升機及裝甲車所組成的部隊前往美國一處沙漠，與氪星人交涉。
- 在《自殺突擊隊》中，當自殺特攻隊的哈莉·奎茵企圖搭乘小丑 (角色)奪去的CH-47 契努克逃走時，阿曼達·沃勒指令MH-60L滲透者（DAP）擊落該架CH-47 契努克，之後當阿曼達·沃勒搭乘MH-60L滲透者（DAP）撤離時被夢魘擊落。
- 电子游戏《战争雷霆》在2023年10月31日更新的版本“战争之王”中加入了MH-60L DAP